# Ȥ
Ȥ, ȥ (Z с крюком) — буква расширенной латиницы. Использовалась в верхненемецких языках.

## Использование
Ȥ обозначала апикальный фрикативный согласный. Первоначально не различалась на письме с буквой Z, которая служила для обозначения звука [t͡s], поэтому к этой букве был добавлен крюк, чтобы их не путать.
Звук произошёл из прото-германской *t так же, как [f] и [x] произошли от *p и *k и впоследствии отделилась от [s].